# Андалальское сражение
Андалальское сражение (перс. نبرد اندالال‎) — эпизод третьего дагестанского похода персидского правителя Надир-шаха, в ходе которого шах, стремясь завоевать Дагестан в 1741 году, направился в область Андалал для его покорения, но потерпел поражение.

## Предыстория
После первых двух военных походов Надир-шаха на Дагестан 1734 и 1735 годов, которые окончились для шаха переменным успехом, в Джаре в 1738 году вспыхнуло крупное восстание, в ходе которого восставшие, поддержанные дагестанскими союзниками, убили Ибрагим-хана — брата Надира.
После похода на Индию шах, желая отомстить, собрал войско в 100 тысяч солдат для окончательного покорения Дагестана, планируя выселить всех горцев региона в Персию.
В 1741 году Надир вторгся в Дагестан и, покоряя в кровопролитных сражениях общество за обществом, дошёл до Андалала. Поход на Андалал имел стратегическое значение, так как горцы, в частности Муртазали-хан и Мухаммад-хан Казикумухские, которые продолжали партизанскую войну, находили там пристанище.

## Сражения
Ожидая поход, андалальский кадий Пир-Мухаммад и руководитель Ибрагим-Хаджи Гидатлинский заранее обратились за военной помощью ко всем дагестанским общинам. Простояв около месяца у Кумуха, шах соединился с другими отрядами и с объединённым войском обосновался у селений Мегеб и Обох, тем самым войдя в Андалал. Сохранились два письма Ибрагима к шаху, где уговаривал его не вести ненужную войну с мусульманами, он писал: «Нас мало, но острый дагестанский клинок достанет тебя. Ты уходи!». В Андалал толпами стали собираться горцы со всего Дагестана. Кайтагский уцмий Ахмед-хан, который находился в тылу персов, тайно координировал планы действий против шаха.
Боевые действия начались в сентябре 1741 года. Многочисленные иранские войска начали военные действия одновременным нападением на сёла Согратль, Мегеб, Уллучара, Обох, Чох и другие. Близ этих селений в течение нескольких суток длился кровопролитный бой. По планам Надира, с началом сражения в Андалале, должно было совпасть вторжение в Аварию отрядов Лютф-Али-хана, Хайдар-бека и Джалил-бека через Аймакинское ущелье. По этому же плану с ними должен был наступать Хасбулат-шамхал для реализации главного замысла персов — окружить горцев с двух сторон и разгромить их в главном сражении.
Местом основного сражения с персидскими силами, отвечающим стратегическим замыслам горцев — лишить шахские войска возможности маневрировать крупной кавалерией и пехотой, — была определена наклонная плоскость Хициб, которая представляет собой террасу, отделенную от Согратля рекой и крутыми склонами горного хребта. Была придумана эффективная стратегия: угнать коней противника, лишить мобильности кавалерии, после чего, не дожидаясь их атаки, неожиданно начать наступление на их лагерь.
Исполняя свой план, ночью 22 сентября горцы подобрались к персидскому лагерю, выкрали крупную часть боевых коней, благодаря чему кавалерия оказалась выведенной из строя. Очнувшись, иранцы ничего предпринять не успели. Развернулась масштабная битва на обширной местности от Аймакинского ущелья до Согратля, где обе стороны задействовали крупные силы. Первоначально борьба шла для горцев с переменным успехом, затем войскам шаха удалось их оттеснить. Когда Надир начал решающее наступление, подошло подкрепление, в числе которых было много и женщин. Невероятным усилием противники шаха добились перевеса. Персидские войска, не выдержав мощного натиска, дрогнули, а затем обратились в бегство.
Битва под руководством Ахмед-хана Мехтулинского началась нападением на 20-тысячный отряд Лютф-Али-хана в Аймакинском ущелье, который оказался практически полностью уничтожен, командующему удалось спастись с несколькими сотнями солдат. То же случилось с 10-тысячным войском Хайдар-бека, среди которого спаслось только 500 человек. Почти целиком был истреблён 5-тысячный отряд Джалил-бека, спасшегося бегством с 600 солдатами. Обоз с пушками и боеприпасами оказался у победителей. Бои с персидскими отрядами прошли во многих местах. Ага-хан, Мухаммед Яр-хан и Джалил-хан потерпели поражение в местности Койлюдере. В битве умер Джалил-хан. Победившие пленили более тысячи солдат, а также получили много пушек, снаряжение и другие трофеи. В дальнейших битвах была захвачена крупная сумма денег шаха, которые ему прислали из Индии для раздачи жалованья войску.
28 сентября 1741 года Надир-шах начал стремительное отступление из Андалала.
Французский посол де-Ла-Шетарди доносил, что поражение было тем значительнее, что Надир «дал заманить себя в ловушку и попал в ущелье, где скрытые с двух сторон войска провели ужасную резню над большею частью его армии». Считается, что в Андалале Надир потерял половину людей и почти всех лошадей. Личный секретарь шаха Мехти-хан Астрабадский назвал Андалал «областью несчастья», где «солдаты Надира пришли в добычу врагам».
Профессор Расул Магомедов, описывая причину победы горцев в схватке писал, что «масса людей показала на деле свою способность подняться выше интересов своего двора и села, глянуть дальше пределов своего джамаата, ощутить себя не только андалалцами, карахцами, гидатлинцами, акушинцами, лакцами, но, прежде всего, дагестанцами. История показала, что эта способность наших предков в XVIII в. оказалась спасительной».

## Последствия
Надир сделал попытку привлечь подарками и обещаниями на свою сторону владетелей Дагестана. Однако те отвергли его предложение. В ответном письме хан Аварии писал ему: 
«Для него ты пришел к нам? Я советую скорее возвращайся в Иран, а то мы тебя пошлем в пекло, чтобы ты мог там найти своего брата; твоя слава миновала. Теперь тебе самому видно, что ты не такой страшный, чтоб нельзя было справиться с тобой».
Не смог так же шах и поднять боевой дух своей армии. И. П. Калушкин, русский посол, писал, что напрасно «он столько труда принимает, потому что он скорее все свое войско потеряет и сам пропадет, нежели лезгинцев (дагестанцев) покорит».
Победа дагестанских горцев в этом сражении повлияла на ход мировой истории, непосредственно отразившись на судьбе Ирана и на политику двух её соседей — Турецкой и Российской империй.

## В фольклоре
В 1930 году Али Каяев записал лакскую песню о сражениях в Андалале в 12 разных вариациях. Они имели общее содержание, но сильно отличались по объёму, именам, названиям и прочему.
Кто хочет победы над врагом отчизны,

Тот пусть прибудет в долину Согратля.

Словно потоки воды после грозы,

Стали стекаться туда юноши — лакские воины,

Аварцы, кюринцы отрядами шли,

Акушинцы, кумыки, кайтагцы и даргинцы

Шли, как будто родники, текущие в реку…

Из цудахарского кремня сыпались искры..

Лакский эпос также гласит: 
«Как родники в низовьях превращаются в реки, как из ливня получается бурный поток, дагестанцы различных районов от злости к врагу, от кипучей мести в груди разлились потоком. Они клялись биться за родную землю до последней капли крови, не повернув спины к врагу, если даже реки начнут течь вверх. Либо смерть, либо победа, — решили питомцы гор».

Аварская легенда о подвиге женщин в битве под Чохом:
«Из-за отсутствия пополнения стали слабеть у горцев позиции. Надир в диком восторге предвкушал победу. Но вдруг он увидел, что к последним бойцам подоспели свежие силы. Это были их сестры, жены, матери и дочери, переодетые в мужские одежды. Они рука об руку со своими родными сломили силу напора врага. Вражеские войска разбежались беспорядочно, как испуганное стадо: позорно побежали закованные в железо афганцы, понеслись быстрее ланей силачи — мазандаранцы, покатились за ними курды, лазы, туркмены. Шах Надир не верил своим глазам и никак не мог распознать, злые духи или кто ещё другой пришел на помощь дагестанцам. Он узнал, кто они, когда вслед позорно бегущим его воинам понесся радостный и звонкий хохот победивших горянок».
В XVII веке в Персии была в ходу поговорка: «Если шах глуп, то он пойдёт завоёвывать Дагестан».

## Память

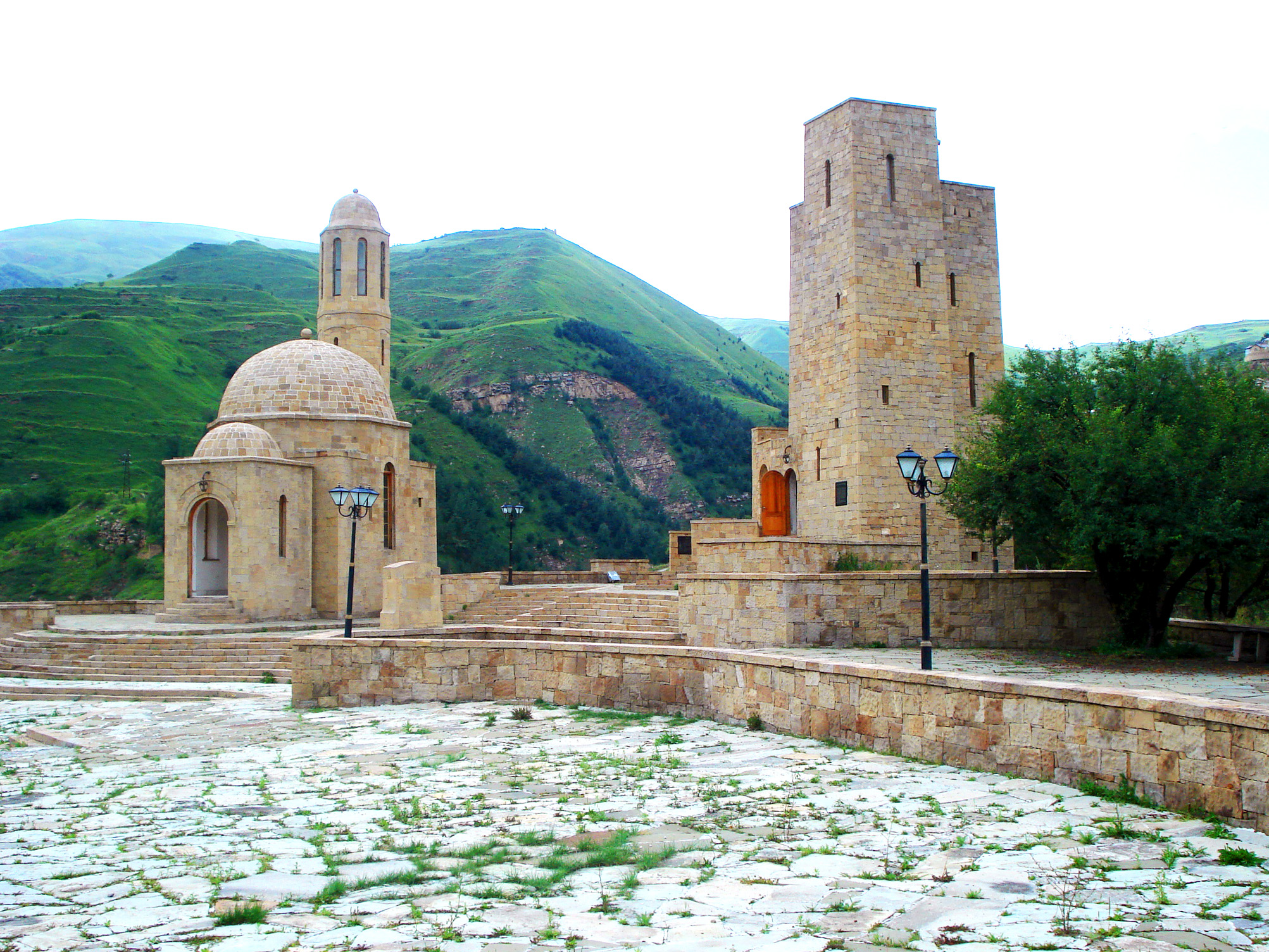
Мемориальный комплекс «Ватан»
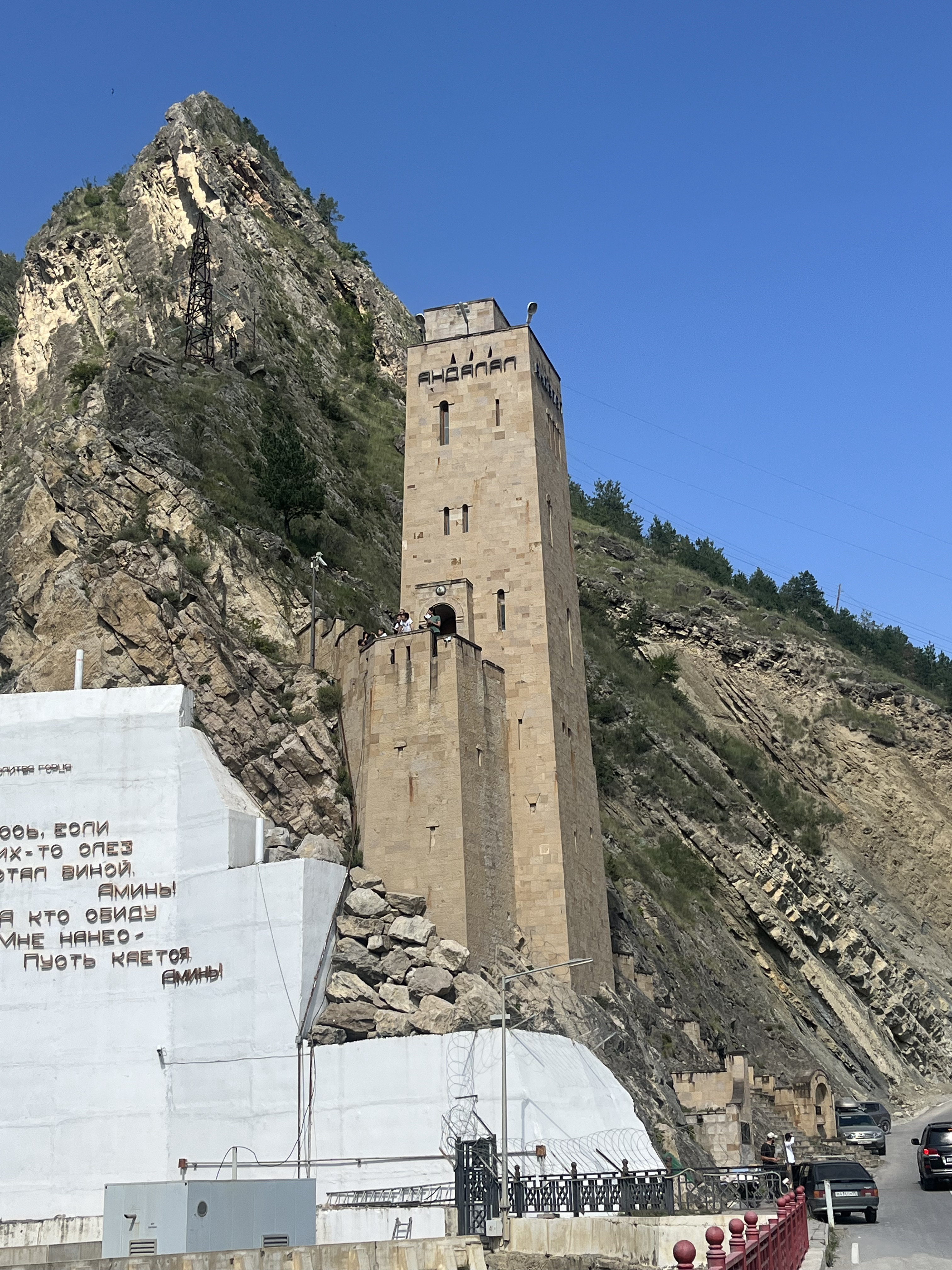
Башня «Андалал»

В 2003 году на месте сражения на Хицибском поле воздвигнут мемориальный комплекс «Ватан». В 2005 году у Гунибской ГЭС воздвигнута башня «Андалал» в память о битве.
В честь победы над иранскими войсками в Республике Дагестан с 2011 года каждый год 15 сентября празднуется День единства народов Дагестана.

## Комментарии
1. На картине – сбор отрядов со всего Дагестана и в центре – Военный Совет – они определяют стратегию размещения войск. На картине: Чупалав-Согратлинский – в красном, Юудаяв-Къади из Хунзаха, род Даитилал. В доспехах Муртазали-хан, сын Сурхай-хана. Каждый отряд со своими знаменами, со своими символами.
2. ↑  На картине – сбор отрядов со всего Дагестана и в центре – Военный Совет – они определяют стратегию размещения войск. На картине: Чупалав-Согратлинский – в красном, Юудаяв-Къади из Хунзаха, род Даитилал. В доспехах Муртазали-хан, сын Сурхай-хана. Каждый отряд со своими знаменами, со своими символами.